# Осткноллендам
Осткноллендам (нід. Oostknollendam) — село в нідерландській провінції Північна Голландія. Входить до муніципалітету Вормерланд.
Його площа становить 5,93 км², а населення станом на 2021 рік складало 565 осіб.
Перша згадка про населений пункт датується 1529 роком.